# Liriomyza hieracii
Liriomyza hieracii este o specie de muște din genul Liriomyza, familia Agromyzidae. A fost descrisă pentru prima dată de Johann Heinrich Kaltenbach în anul 1862.
Este endemică în Germania. Conform Catalogue of Life specia Liriomyza hieracii nu are subspecii cunoscute.